# Myrmecodia pteroaspida
Myrmecodia pteroaspida är en måreväxtart som beskrevs av Anthony Julian Huxley och Jebb. Myrmecodia pteroaspida ingår i släktet Myrmecodia och familjen måreväxter. Inga underarter finns listade i Catalogue of Life.